# Leers
Leers è un comune francese di 9 260 abitanti situato nel dipartimento del Nord nella regione dell'Alta Francia.

## Geografia fisica
Leers appartiene all'area metropolitana di Lilla. Comune frontaliero con il Belgio, è adiacente al comune fiammingo di Leers-Nord (a dispetto del nome, situato ad est) al quale era unito fino al 1779.
Il comune fu costruito su una palude prosciugata. Oggi è bagnato a nord dal Canale di Roubaix.

## Società

### Evoluzione demografica
Abitanti censiti